# Benátky (district de Svitavy)
Pour les articles homonymes, voir Benátky.
Benátky (en allemand : Benatek) est une commune du district de Svitavy, dans la région de Pardubice, en Tchéquie. Sa population s'élevait à 403 habitants en 2024.

## Géographie
Benátky est arrosée par la Loučná et se trouve à 3 km au sud-est du centre de la ville de Litomyšl, à 16 km au nord-ouest de Svitavy, à 44 km au sud-est de Pardubice et à 138 km à l'est de Prague.
La commune est limitée par Litomyšl à l'ouest et au nord, par Strakov et Janov à l'est, par Čistá et Nová Ves u Litomyšle, un quartier exclavé de Litomyšl, au sud, et par Osík au sud-ouest.

## Histoire
La première mention écrite du village date de 1547.

## Transports
Par la route, Benátky se trouve à 2,5 km de Litomyšl, à 19 km de Svitavy, à 52 km de Pardubice et à 165 km de Prague. 